# 1997 في جمهورية الكونغو الديمقراطية
فيما يلي قوائم الأحداث التي وقعت خلال عام 1997 في جمهورية الكونغو الديمقراطية.

## سياسة

### تعيين في المنصب
- 16 مايو – لوران كابيلا رئيس جمهورية الكونغو الديمقراطية.
- 25 أكتوبر – ديني ساسو نغيسو رئيس جمهورية الكونغو الديمقراطية.

### انتهاء فترة المنصب
- 16 مايو – موبوتو سيسي سيكو رئيس جمهورية الكونغو الديمقراطية.

## مواليد

### يوليو
- 2 يوليو – غراسي جيورو لاعبة كرة قدم فرنسية.

### نوفمبر
- 14 نوفمبر – أكسيل توانزيبي لاعب كرة قدم كونغولي ديمقراطي.

## وفيات

### سبتمبر
- 7 سبتمبر – موبوتو سيسي سيكو (مواليد 1930)